# NGC 6401
NGC 6401 (również GCL 73 lub ESO 520-SC11) – stosunkowo ciemna gromada kulista znajdująca się w gwiazdozbiorze Wężownika. Została odkryta 21 maja 1784 roku przez Williama Herschela. Jest położona w odległości ok. 34,6 tys. lat świetlnych od Słońca oraz 8,8 tys. lat świetlnych od centrum Galaktyki.